# Lori Gottlieb
Lori Gottlieb (Los Ángeles, 1966) es una escritora  y psicoterapeuta estadounidense.  Es autora del bestseller del New York Times, Quizás deberías hablar con alguien (Maybe You Should Talk to Someone) que se está adaptando como serie de televisión. También escribe la columna semanal de consejos Querida terapeuta (Dear Therapist)  para The Atlantic y es copresentadora del podcast de iHeart Radio "Dear Therapists".  Su TED Talk fue una de las charlas más vistas de 2019.

## Trayectoria
Obtuvo su título universitario en la Universidad de Stanford en 1989, donde fue miembro de Kappa Kappa Gamma .  Obtuvo una Maestría en Psicología Clínica en la Universidad Pepperdine en 2010.  Es terapeuta matrimonial y familiar con licencia.
Fue comentarista de la Radio Pública Nacional  y editora colaboradora de The Atlantic . Ha escrito para varias publicaciones y apareció en varios programas de televisión.
Ella contó la historia de cómo tuvo a su hijo en el espectáculo principal de The Moth en Aspen.
Su libro de memorias y autoayuda Quizás deberías hablar con alguien está siendo desarrollado y adaptado para televisión por Eva Longoria para ABC Network .

## Obras
- Quizás deberías hablar con alguien: una terapeuta, su terapeuta y nuestras vidas reveladas, Houghton Mifflin, 2019ISBN 9781328662057
- Cásate con él: el caso para conformarse con el señor suficientemente bueno [17]
- Figura de palo: un diario de mi antiguo yo